# Armando Cañizales
Armando Cañizales Carrillo (circa 1999-Caracas, Venezuela, 3 de mayo de 2017) fue un violista venezolano miembro del Sistema Nacional de Orquesta Sinfónica asesinado durante las protestas en Venezuela de 2017.

## Asesinato
Cañizales iba a iniciar estudios en la Facultad de Medicina de la Universidad Central de Venezuela. El 3 de mayo de 2017, participaba en una manifestación en la avenida Río de Janeiro, cruce con calle  en la urbanización de Las Mercedes, en Caracas, cuando recibió un disparo en la base del cuello de un proyectil metálico esférico, muriendo a los 18 años.
El asesinato de Armando Cañizales fue documentado en un reporte de un panel de expertos independientes de la Organización de Estados Americanos, considerando que podía constituir un crimen de lesa humanidad junto con otros asesinatos durante las protestas.

## Vida personal
Armando era hijo de Israel Cañizales, investigador afiliado del Instituto de Zoología y Ecología Tropical de la Universidad Central de Venezuela, y de Mónica Carrillo, médico pediatra del Hospital Periférico de Catia. Armando había sido admitido recientemente en la Facultad de Medicina de la UCV.